# Neacreotrichus floralis
Neacreotrichus floralis är en tvåvingeart som först beskrevs av Daniel William Coquillett 1894.  Neacreotrichus floralis ingår i släktet Neacreotrichus och familjen svävflugor. Inga underarter finns listade i Catalogue of Life.